# 1900년 하계 올림픽 사격 남자 50m 자유 권총
1900년 하계 올림픽 사격 남자 50m 자유 권총은 프랑스 파리에서 개최된 1900년 하계 올림픽 사격의 세부 종목이다. 1900년 8월 1일에 파리에서 진행되었다. 4개국에서 20명의 선수가 참가하였다.

## 경기 결과
각 선수들은 총 60발을 사격하였고, 총점은 600점이 만점이다.
| 순위 | 선수                | 국가           | 점수 |
| ---- | ------------------- | -------------- | ---- |
| 1    | 카를 콘라드 뢰데러  | 스위스 (SUI)   | 503  |
| 2    | 아실 파로슈         | 프랑스 (FRA)   | 466  |
| 3    | 콘라트 스타헬리     | 스위스 (SUI)   | 453  |
| 4    | 루이스 리차르데트   | 스위스 (SUI)   | 448  |
| 5    | 루이 두포이         | 프랑스 (FRA)   | 442  |
| 6    | 디르크 부스트 힙스  | 네덜란드 (NED) | 437  |
| 7    | 프리드리히 뤼티     | 스위스 (SUI)   | 435  |
| 7    | 레옹 모뢰           | 프랑스 (FRA)   | 435  |
| 9    | 폴 프롭스트         | 스위스 (SUI)   | 432  |
| 10   | 트링테              | 프랑스 (FRA)   | 431  |
| 11   | 모리스 르코크       | 프랑스 (FRA)   | 429  |
| 12   | 헨릭 실렘           | 네덜란드 (NED) | 408  |
| 13   | 알방 루방           | 벨기에 (BEL)   | 405  |
| 14   | 테베스              | 벨기에 (BEL)   | 404  |
| 15   | 안토니위스 바우언스 | 네덜란드 (NED) | 390  |
| 16   | 빅토르 로베르       | 벨기에 (BEL)   | 351  |
| 17   | 에송                | 벨기에 (BEL)   | 345  |
| 18   | 솔코 판 던 베르그   | 네덜란드 (NED) | 331  |
| 19   | 샤를 르베그         | 벨기에 (BEL)   | 318  |
| 20   | 안토니 스버이스     | 네덜란드 (NED) | 310  |

## 메달리스트
| 종목              | 금                          | 은                   | 동                       |
| ----------------- | --------------------------- | -------------------- | ------------------------ |
| 남자 50m 자유권총 | 카를 콘라드 뢰데러 · 스위스 | 아실 파로슈 · 프랑스 | 콘라트 스타헬리 · 스위스 |

## 참고 문헌
- 국제 올림픽 위원회 - 1900년 하계 올림픽 사격 경기 결과 (영어)
- De Wael, Herman. 《Herman's Full Olympians: "Shooting 1900"》. Charles Beck.
- Mallon, Bill (1998). 《The 1900 Olympic Games, Results for All Competitors in All Events, with Commentary》. Jefferson, North Carolina: McFarland & Company, Inc., Publishers. ISBN 0-7864-0378-0.